# Bob Jones (ingegnere del suono)
Bob Jones (vero nome Robert) (...) è stato un tecnico del suono britannico.

## Produzione artistica
Gli sono accreditati oltre 100 film. Ha ricevuto una nomination per la miglior colonna sonora ai Premi BAFTA del 1969 per il film Oliver! e una ai Premi BAFTA del 1974 per A Venezia... un dicembre rosso shocking (Don't Look Now). Nel 1972 riceve una nomination per l'Oscar al miglior sonoro per il film Maria Stuarda, regina di Scozia (Mary, Queen of Scots)